# HMS Lady Shirley
Le HMS Lady Shirley (pennant number : T464), également connu sous le nom de HMT Lady Shirley, était un chalutier de pêche réquisitionné par la Royal Navy en 1940 et converti pour des tâches de lutte anti-sous-marine. Il coule l'U-111 le 4 octobre 1941, capturant 44 membres de son équipage. Le Lady Shirley lui-même a été coulé le 11 décembre 1941 par une seule torpille de l'U-374.

## Conception
Le Lady Shirley était un chalutier de pêche de 472 tonnes de déplacement, basé à Kingston upon Hull. Il a été construit à Beverley au Royaume-Uni par Cook, Welton & Gemmell et lancé en 1937. Il avait 50 m de long et 8,2 m de large. Il disposait d’un moteur de 120 ch (89 kW) lui donnant une vitesse de pointe de 12 nœuds (22 km/h).

## Engagements
Il a été mis en service par la Royal Navy en 1940 et converti en chalutier anti-sous-marins. La conversion comprenait l’installation d’un radôme anti-sous-marin ASDIC, d’un canon de marine de 4 pouces BL Mk VII et de grenades anti-sous-marines. Il avait un effectif de 33 personnes. Le Lady Shirley est entré en service en janvier 1941 et a servi dans le 31e groupe anti-sous-marins basé à Gibraltar. Il était sous le commandement du Lieutenant commander Arthur Henry Callaway.

### Naufrage du U-111
Le 4 octobre 1941, alors qu’il cherchait le Silverbelle endommagé, le Lady Shirley rencontra le sous-marin allemand U-111 engagé dans une mission similaire au sud-ouest de Tenerife, à la position 27° 15′ N, 20° 27′ O. Confondant le chalutier avec le cargo endommagé (bien que le Lady Shirley soit plus petit, le commandant du sous-marin pensait qu’il était loin), le sous-marin a été capturé en immersion périscopique lorsque le Lady Shirley s’est approché et a attaqué à coups de grenades anti-sous-marines. Forcé de venir à la surface, l'U-111 a été engagé par des tirs jusqu’à ce qu’il soit abandonné et coulé. Sur les 52 membres d’équipage du sous-marin, huit ont été tués, dont son commandant, Wilhelm Kleinschmidt, et 44 ont survécu. Le Lady Shirley a eu un membre d’équipage tué et plusieurs blessés dans la bataille. C’était la première fois que des prisonniers de guerre étaient capturés à partir d’un sous-marin opérant dans l’Atlantique Sud. Les survivants allemands ont affirmé que l'U-111 était le premier sous-marin à être perdu parmi ceux qui opéraient dans cette région.

## Perte
Le 11 décembre 1941, une torpille de l’U-374 a frappé le Lady Shirley, le coulant dans le détroit de Gibraltar à la position 35° 59′ N, 5° 17′ O. Les 33 membres d’équipage ont été perdus avec leur navire,.